# Ориина крепост
Ориината крепост (на гръцки: Κάστρο της Ωριάς των Τεμπών) е крепост в Темпейската долина за защита на Елада откъм Македония.
Укрепление на мястото е съществувало още през Античността, тъй като то е стратегическо. Намира се над река Пеней и се издига внушително над клисурата от страната на планината Оса. Крепостта се намира на 2,5 km над село Темпа и на 5,5 km от намиращия се в Темпейската долина манастир посветен на Света Петка Българска. 